# 广东大兴矿难
广东大兴矿难，又称“广东梅州特大透水事故”，是2005年8月7日，发生中国广东省兴宁市大兴煤矿的特大透水事故，后放弃救援，造成121人死亡。 该事件造成直接经济损失4725万元，属责任事故，相关责任人被起诉判刑。 